# كأس كازاخستان 2011
كأس كازاخستان 2011 (بالروسية: Кубок Казахстана по футболу 2011)‏ هو الموسم 20 من كأس كازاخستان. أقيم خلال الفترة 13 أبريل 2011 وحتى 13 نوفمبر 2011، وأشرف على تنظيمه اتحاد كازاخستان لكرة القدم، وكان عدد الأندية المشاركة فيه 30، وفاز فيه نادي أورداباسي.